# Девяносто три (Холокост)

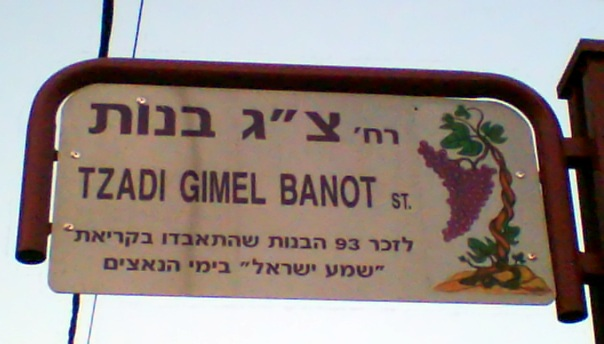
Улица, названная в честь 93 девушек, в Ришон-ле-Ционе

Девяносто три (93, идиш התשעים ושלוש‎, «хатиш’им ве-шалош») — это история о девяноста трёх ультраортодоксальных девушках из религиозной школы «Бейт-Яаков» в Польше, которые 11 августа 1942 года во время Холокоста покончили жизнь самоубийством, чтобы не быть изнасилованными немецкими солдатами.
Рассказ основан на письме, которое послала Хая Фельдман, одна из узниц из Краковского гетто, Меиру Шанколевски, секретарю всемирного движения Бейт Яаков и члену центрального комитета Агудат Исраэль в Нью-Йорке. Когда письмо было опубликовано, история была воспринята с доверием, и даже была опубликована в «Нью-Йорк Таймс». История была увековечена по-разному, в том числе и в названиях улиц в нескольких городах, но позже исследователи поставили под сомнение правдивость истории.

## История девяноста трёх
В состав Генерал-губернаторства было включено Краковское гетто — польские территории, оккупированные нацистской Германией, но не присоединенные к ней. В июне 1942 г. началась депортация евреев из гетто. Первая школа в сети «Бейт Яаков» была основана Саррой Шнирер в Кракове в 1917 году, а восемь лет спустя был также основан учительский семинар. После оккупации Польши был издан приказ о закрытии еврейских школ, а учёба в Кракове продолжалась подпольно.
История гласит, что 27 июля 1942 года 93 школьницы попали в плен к фашистам. Их перевели в здание, где держали в темноте. 10 августа их отвели в хорошо освещенный и красивый дом, приказали искупаться, оставили в нижнем белье и сказали, что к ним придут немецкие солдаты. Зная значение визита, они решили покончить жизнь самоубийством, применив заранее приготовленный яд. Одна из девушек, Хая Фельдман, в последние часы своей жизни, 11 августа, написала письмо на идиш на имя Меира Шанколевски, секретаря всемирного движения Бейт Яаков и члена центрального комитета Агудат Исраэль в Нью-Йорке. Письмо было тайно вывезено из гетто и в начале января 1943 года достигло места назначения.
Ниже приводится суть письма, переведенная на русский:

Я не знаю, когда это письмо дойдет до Вас, и не уверена, что Вы ещё помните меня. Когда Вы получите это письмо меня уже не будет в живых. Ещё несколько часов, и все останется в прошлом. Здесь у нас было четыре комнаты. Нас тут 93 девушки в возрасте от 14 до 22 лет. Мы все учительницы и ученицы Бейт Яакова. 27 июля пришли агенты гестапо, вывели нас из квартир и бросили в темную комнату. У нас есть только питьевая вода. Девочки очень напуганы, но я их утешаю, потому что скоро мы увидимся и будем вместе с нашей мамой Сарой. Вчера нас вывели из этой темной комнаты, выкупали и забрали всю нашу одежду. Оставили нам только бельё. Нам сказали, что сегодня вечером к нам придут немецкие солдаты. Мы тут же поклялись друг другу умереть вместе. Немцы не знают, что купание, которое они нам устроили, было омовением перед смертью: мы все называли это ядом. Когда придут солдаты, мы выпьем настоящий яд. Сегодня мы все исповедуемся весь день. Мы ничего не боимся. У нас есть только одна просьба к Вам: прочтите Кадиш в честь 93 дочерей Израиля! Скоро мы будем с нашей мамой Сарой

## Освещение события
5 января 1943 года письмо Хаи Фельдман было зачитано участникам съезда ортодоксальных раввинов в Нью-Йорке. 8 января отрывок из письма был опубликован в «Нью-Йорк Таймс», и к нему было приложено пояснение, что инцидент произошел в Варшаве. Также в опубликованной вскоре после этого статье доктора Ицхака Левина Варшава упоминается как место происшествия.
Читатели письма предположили, что девушки действительно осуществили свой план, хотя никакой информации об этом им не предоставили. Это событие получило широкую огласку и бурную реакцию и было отмечено как акт освящения Всевышнего. В середине февраля известие об этом событии достигло Палестины из США. Впервые оно было опубликовано в бюллетене ультраортодоксальной общины «Коль Исраэль»(в нём также упоминалась Варшава как место происшествия). 26 адара (19 марта), в восьмую годовщину смерти Сарры Шнирер, установлен день памяти девочек, который будет отмечаться во всех школах «Бейт Яаков».
В статье Моше Марка возникли вопросы, занимавшие историков на долгие годы вперед, и были даны ответы:
- Как такая большая группа была схвачена одновременно, когда евреи избегали больших собраний из-за террора нацистов? Ответ Марка: они были захвачены во время учёбы, которая продолжала существовать в подполье.
- Как письмо попало из закрытого гетто в Нью-Йорк? Как девушки получили такое большое количество яда? Ответ Марка: Три года жизни в подполье дали евреям навык контрабанды.

История 93 девушек была опубликована в других газетах Израиля, в том числе «Давар» и «Палестиниан Пост», а митинги в их память прошли в нескольких городах. В мае 1943 г. «Комитет защиты чести дочерей Израиля» издал буклет в их память.
Событие получило и литературное выражение: стихотворение Гилеля Бавли, опубликованное 22 января 1943 года в газете «Хадар», и стихотворение «93», написанное поэтом Давидом Шимони. Так же куплет в Плаче под названием «Эли Эли» опубликованное поэтом Иегудой Лейбом Бяллером в 1945 г., и куплет в песне «С теми, кого нет» (2007 г.) Ш. Мир.
В 1947 году было опубликовано ещё одно письмо, свидетельствующее об этом событии. Писательница Ханна Вайс описала себя как 94-ю ученицу, которая отделилась от своих друзей до того, как они были схвачены, чтобы позаботиться об одном больном, и услышала от них об их решении покончить жизнь самоубийством. Вайс пережила Холокост и 14 мая 1947 года отправила письмо с места жительства в Колумбии в Палестину в котором описала судьбу 93-х. Письмо было опубликовано в год его получения в брошюре от имени Агудат Исраэль. По словам Вайс, девочки умерли 28 июля, примерно на две недели раньше, чем описано в письме Фельдмана. Между этими двумя письмами есть и другие противоречия. Оба письма были ещё раз опубликованы в 1961 году в юбилейной книге «Бейт Яаков». Газета «Ха-Модиа» перепечатала рассказ в 1992 г.
В 1950-е годы история 93-х почти никогда не публиковалась за пределами ультраортодоксального общества. В израильской прессе эта история появлялась очень редко, она дважды упоминалась на полях статей в заявлениях политической партии Рабочие Агудат Исраэль, а в заявлении Бейт-Яакова она упоминалась как «легенда», а не как история, которая произошла на самом деле. Эта история не появлялась в широкой прессе, за исключением краткого упоминания в ежемесячнике «Давар ха-поэлет» в дни суда надЭйхманом.

## Сомнения в правдивости истории
В 1950-х годах стали публиковаться исследования, в которых утверждалось, что история 93 девушек не соответствует действительности. Первым был Джозеф Вольф, еврейский исследователь из Кракова, и поддержано историком Филипом Фридманом в исследовании, опубликованном в 1958 году. Мордехай Элиав был менее решительным и написал, процитировав письмо Хаи Фельдман: «Это событие освещено во всем мире. Но были и те, кто выразил сомнение в подлинности и достоверности письма. Тем не менее, по этому вопросу трудно сделать окончательный вывод».
Другие исследователи Холокоста, в том числе Люси Давидович и Исраэль Гутман, отрицали существование этого события, поскольку не было найдено никаких доказательств, подтверждающих его существование, и маловероятно, что такое событие имело место без того, чтобы о нём знали в гетто, а также потому, что нацистские расовые законы запрещали сексуальные контакты с еврейскими женщинами, и поэтому маловероятно, чтобы немецкие солдаты совершили это организованно. Ещё одна оговорка касается того факта, что письмо написано на идише на венгерском диалекте, а его подписавшая Хая Фельдман жила в Польше.
Даже в кругах Агудат Исраэль есть те, кто избегает касаться истории 93-х. Ультраортодоксальная исследовательница Холокоста Эстер Фербштейн цитирует эту историю в сноске в своей книге «Тайный гром» и указывает, что в её достоверности следует усомниться. В числе 93 она видит типологическое число, равное числу служебных сосудов в Мишне в трактате Тамид. В интервью Ха-Арец Фербштейн привела историю 93-х как яркий пример мифов о Холокосте, созданных в ультраортодоксальной общественности, и заявил, что «в лучшем случае это спорный вопрос».
В своей исчерпывающей статье об истории 93-х девушек Юдифь Теодор Баумель и Яаков Г. Шехтер заявляют: «Сегодня практически все ученые убеждены, что этого события никогда не было». Однако они же отмечают: «Хотя мы не можем утверждать с абсолютной уверенностью, что событие действительно имело место, и на самом деле у нас есть серьёзные сомнения по этому поводу, можно ответить и опровергнуть некоторые моменты, поднятые в попытке дискредитировать его историческую истинность».

## Прецеденты
Самоубийство с целью избежать изнасилования врагом имеет давнюю традицию в иудаизме, хотя этот вопрос не ясен с галахической точки зрения (см. галахическую дискуссию о том, следует ли предпринять самоубийство и не заниматься запрещенными половыми отношениями).
Одна из легенд о подобной смерти встречается в Талмуде и описывает самоубийство при сходных обстоятельствах.
Похожая история появляется в сборнике Шимони в свитке Плача:

Рассказывают историю о семидесяти девах, которые были схвачены, и посажены на корабль, чтобы их увезти, и затем посадили их в повозки, и они были теми же самыми девами, говорящими друг другу, придите, да святится имя Б-жие, и пусть идолопоклонники не осквернят Его, что они сделали: они поднялись на крышу и прыгнули в море и утонули в море.

Этот принцип повторяется и в описаниях беспорядков в средние века и много позже. Раввин Натан Нета Ганновер так описывал варваров 18-19 годов в Немирове: «Они насиловали женщин и молодых девушек, сколько хотели, но часть женщин и девственниц прыгала в ров, окружавший цитадель, чтобы варвары не оскверняли их. Они утонули в воде».
Легенда XVII века, связанная с основанием синагоги «Золотая роза» во Львове, повествует, что после того, как было отдано распоряжение превратить синагогу в монастырь, правитель города объявил, что отменит указ только в том случае, если ему отдастся еврейка по имени Шошана по прозвищу «Золотая роза». Она заявила о своем согласии, а после отмены указов прыгнула с высокой башни на смерть чтобы не отдаться правителю.
На фоне этих и подобных описаний Юдифь Теодор Баумель и Яаков Г. Шехтер пишут: «Наш рассказ о девяноста трех девушках из Кракова из Бейт-Яакова точно вписывается в эту схему, которая уже стала четкой и заметной в еврейской истории. Как описано, трудно решить, произошло ли это на самом деле или нет, но нет никаких сомнений в том, что это могло произойти. И если этого не случилось с 93 ученицами Бейт-Яакова в Кракове, то, несомненно, случилось с другими женщинами, в других городах, при других обстоятельствах, в долгие и мрачные годы Холокоста. Мы обсуждаем здесь прототип, один из самых ярких и значимых в литературе еврейского мартиролога, следы которого мы нашли от разрушения Второго Храма в I веке до уничтожения европейского еврейства в XX веке».
В том же духе Эстер Фербштейн относится к этой истории: «Таким образом, кажется, что документ был составлен с литературно-просветительской целью, и то же самое, безусловно, относится к письму Ханы Вайс, стиль которого напоминает скорее литературное произведение, чем исторический документ. Вполне вероятно, что целью написания было добавить освящение Всевышнего во время Холокоста к освящению Всевышнего во всех поколениях и подчеркнуть героизм еврейского духа».

## Увековечение
В нескольких городах Израиля в честь этой истории были названы улицы: в Тель-Авиве-Яффо, в Хайфе, в Петах-Тикве, в Нетании
Улица 93-х девушек, в городе Ришон-Ле-Цион («Девяносто три девушки»). В Бней-Браке есть парк 93-х.
Путеводитель по улицам Тель-Авива-Яффо объясняет название улицы:

«Девяносто три» — улица памяти повстанцев гетто и жертв Холокоста. В этом числе еврейские девушки и женщины, которые, по словам рассказчика, предпочли покончить жизнь самоубийством, чтобы не попасть в руки нацистских солдат в Варшавском гетто в Польше, а возможно, в Краковском гетто.

Событие также увековечено в стихотворении «Ко мне, ко мне моя душа, плачь», написанном о Холокосте.

## В художественной литературе
В 2012 году вышла книга Сарры Блау «Образцовые девушки», в которой рассказывается о девушках в театральной студии в Бней-Браке, которые собираются поставить спектакль, представляющий историю девяносто трех.